# Elsen (Grevenbroich)
Elsen ist ein Stadtteil von Grevenbroich im Rhein-Kreis Neuss.

## Lage
Es liegt im Nordosten von Grevenbroich auf einer Höhe von 41,7 m ü. NN. Im Südwesten grenzt Elsen an Neu-Elfgen (Grevenbroich) und im Nordosten an Orken. Nordwestlich schließt das Gemeindegebiet von Jüchen und im Südosten das Stadtgebiet von Grevenbroich an. Zu Elsen gehört Elsen-Fürth. Durch Elsen fließt der hier teilweise verrohrte Elsbach, der in Grevenbroich in die Erft mündet.

## Name
Elsen und der Elsbach tragen ihren Namen von der Lage an einem mit Ellern (Erlen) bestandenen, also sumpfigen, Ort.

## Geschichte
Die Geschichte Elsens ist eng verbunden mit dem Deutschen Orden, in dessen Besitz sich Elsen von 1263 bis zur Säkularisation im Jahre 1802 befand. Der verstaatlichte Besitz wurde 1809 verkauft.

### Erste Erwähnung und 12. Jahrhundert
1190 tritt Hermann, Herr von Elsen, in einer Urkunde als Zeuge auf. Dies ist die erste bekannte Erwähnung von Elsen. Auch 1293 wird Elsen in einer Urkunde noch einmal erwähnt, wenn es heißt sita iuxtra Ripam inter oppida Brugge et Ellze (dt. am Bach zwischen den Städten Broich und Elsen). In einer Schenkung geht die Elsener Kirche 1222 an das Regulierherrenkloster (vgl. Regularkanoniker) in Neuss. Die Kirche selbst ist älter, wie der noch heute bestehende romanische Kirchturm vermuten lässt. Er wird auf ca. 1180 geschätzt. 1263 wird Elsen dem Deutschen Orden zu Gürath verkauft.

### Deutschordensherrschaft Elsen
Die Herrschaft des Deutschen Ordens über Elsen beginnt 1263 mit dem Kauf des Dorfes Elsen, vorher gehörte es den Herren von Myllendonk. Noch im selben Jahr verzichtet das Kloster der Regularkanoniker zu Neuss zugunsten des Deutschen Ordens auf das Patronat der Kirche zu Elsen. Fortan gehört Elsen zur Ballei Koblenz des Deutschen Ordens.
Durch zahlreiche Zukäufe (z. B. Noithausen 1295–1301) und Stiftungen (z. B. Rittergut Birkhof  bei Korschenbroich-Lüttenglehn) innerhalb und außerhalb der Herrschaft Elsen schuf der Deutsche Orden eine wirtschaftliche Basis, ohne das Herrschaftsgebiet jedoch zu vergrößern. Elsen, grenzend an die Reichsherrschaft Dyck, war quasi umschlossen von den ausgedehnten Besitzungen des Herzogtums Jülich und des Kurfürstentums Köln.
Seit Mitte des 15. Jahrhunderts galt Elsen als reichsunmittelbare Herrschaft. Durch die Elsener Besitzung hatte der Komtur von Koblenz die Reichsstandschaft im Heiligen Römischen Reich Deutscher Nation inne. 1501 beanspruchte das Herzogtum Jülich die Landeshoheit über die Elsener Besitzung. Erst 1545 erkannte Jülich die Rechtslage zu Gunsten des Deutschen Ordens an.
Durch die langanhaltende Ordensherrschaft blieb Elsen von Kriegen weitgehend verschont. Vom Truchsessischen Krieg (1583–1589), der in den Nachbarorten Hülchrath und Wevelinghoven wütete, blieb Elsen unberührt. Im Dreißigjährigen Krieg ist lediglich im Jahre 1642 eine Plünderung durch kaiserliche Truppen unter General Lamboy bekannt, bei der die alte Kirche niedergebrannt wurde.
1758, im Nachgang der Schlacht bei Krefeld während des Siebenjährigen Krieges, war Elsen nochmals von kriegerischen Handlungen betroffen, als Prinz Ferdinand von Braunschweig seine Truppen vor Elsen-Orken sammelte.
Die Herrschaft des Deutschen Ordens über Elsen endete 1809. Die Besitzungen wurden von der französischen Regierung als Domänengut (siehe Gutshof) verkauft.

### 19. und 20. Jahrhundert

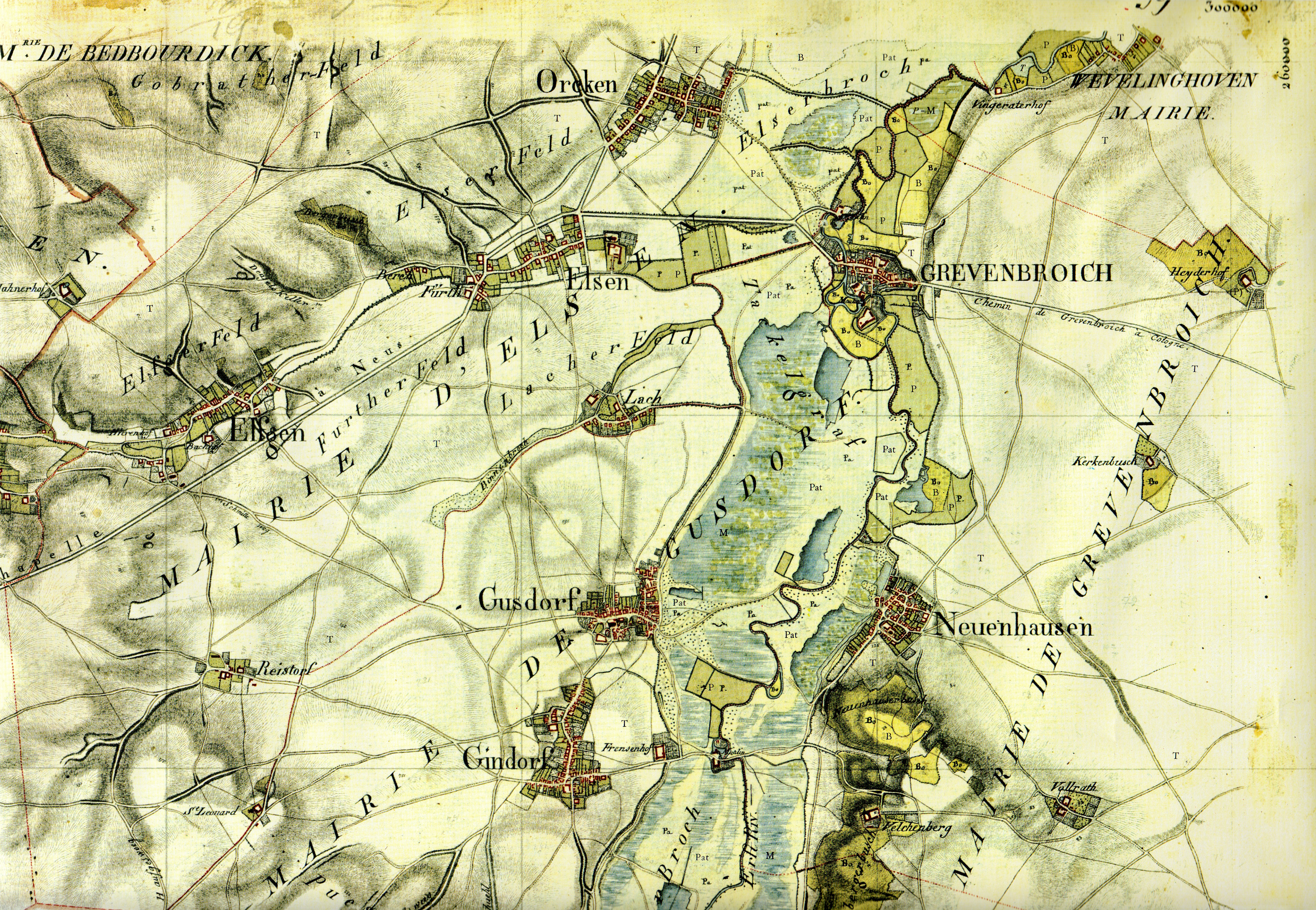
Elsen auf der Tranchotkarte Grevenbroich von 1807

Ab 1798 gehörte Elsen zum Arrondissement Cologne (dt. Köln) im Département de la Roer. Die günstige Verkehrslage an der alten Römerstraße von Neuss nach Aachen (später: Bundesstraße 1; heute im Volksmund: "alte B1"), die von Napoleon zur Heerstraße ausgebaut wurde, bewirkte, dass Elsen im Rahmen der Einführung der französischen Verwaltungsgliederung zum Kanton erhoben wurde. Zum Kanton Elsen gehörten unter anderem die Mairien Elsen, Grevenbroich, Kapellen, Wevelinghoven, Frimmersdorf, Gustorf, Hemmerden, Bedburdyck, Garzweiler. Der an einem Kantonsplatz tätige Pfarrer wurde als Oberpfarrer betitelt; diesen kirchenrechtlich bedeutungslosen Titel trägt der Pfarrer von Elsen noch heute.
1815 kam das Rheinland, und somit auch Elsen, zu Preußen. Der Kanton Elsen wurde aufgelöst und ein Teil des neu gebildeten Kreises Grevenbroich. Es entstand die Bürgermeisterei Elsen, mit den Gemeinden Elsen, Elfgen und Laach. 1869 wurde der Bahnhof Grevenbroich auf dem Gemeindegebiet von Elsen errichtet. Bis dahin galt die Erft als Grenze zwischen Elsen und Grevenbroich. Das durch die Bahnlinie von Elsen getrennte sogenannte "Bahnviertel" wurde 1898 mit der Stadt Grevenbroich vereinigt. 1929 wurde die Bürgermeisterei Elsen in Amt Elsen umbenannt. 1930 wurden die Ämter Grevenbroich und Elsen zum neuen Amt Grevenbroich vereinigt. Am 1. April 1937 wurde das Amt Grevenbroich aufgelöst. Die Gemeinde Elsen wurde in die Stadt Grevenbroich eingemeindet.

### Einwohnerzahlen
- 1868: 59 Wohnhäuser
- nach 1869: 90 Wohnhäuser
- um 1900: 3250 Einwohner (Bürgermeisterei Elsen), davon 460 in Elsen.
- 1925: 3834 Einwohner
- 31. August 2003: 5570 Einwohner
- 31. Dezember 2005: 6006 Einwohner
- 31. Dezember 2006: 6075 Einwohner
- 31. Dezember 2007: 6013 Einwohner
- 31. Dezember 2008: 5980 Einwohner
- 31. Dezember 2009: 5869 Einwohner
- 31. Dezember 2010: 5847 Einwohner
- 31. Dezember 2012: 6062 Einwohner
- 31. Dezember 2013: 6129 Einwohner[6]
- 31. Dezember 2014: 5170 Einwohner
- 31. Dezember 2015: 5268 Einwohner
- 31. Dezember 2016: 5332 Einwohner[7]
- 31. Dezember 2017: 5349 Einwohner[8]
- 31. Dezember 2018: 5360 Einwohner[9]
- 31. Dezember 2021: 5551 Einwohner[10]
- 31. Dezember 2022: 5433 Einwohner[11]

### Besondere Ereignisse
Am 8. September 1913 stürzte der Flugpionier Paul Senge nahe dem Gut St. Leonard bei Elsen ab und verstarb kurz darauf im Krankenhaus Grevenbroich. Er befand sich auf einem Flug von Wanne-Eickel nach Viersen, bei dem er die Flugtauglichkeit eines Fluggerätes der Aristoplan-Werke (Wanne-Eickel) unter Beweis stellen sollte.

### Elsener Wappen

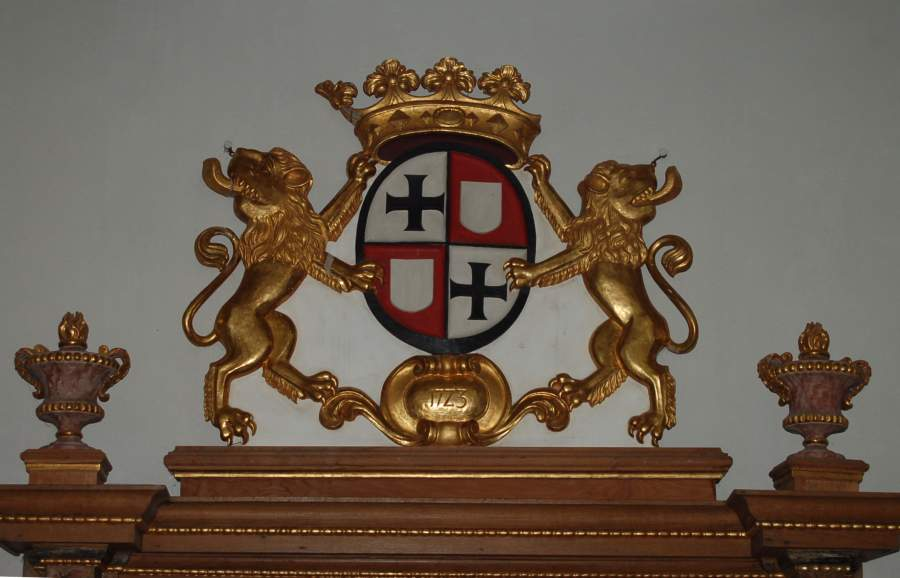
Wappen über der Vogtstür in der Pfarrkirche St. Stephanus

Bei dem gemeinhin als Elsener Wappen bezeichneten Symbol handelt es sich tatsächlich um das Wappen des Landkomturs Jobst Moritz Droste zu Senden, der während seiner Amtszeit als Komtur der Kammerballei Koblenz an zahlreichen Gebäuden der Ballei sein Wappen anbringen ließ. So findet sich dieses Wappen auch in der Pfarrkirche St. Stephanus über der ehemaligen Vogtstür. Dieses Wappen wird heute noch von der Kirmesgesellschaft Elsen-Fürth e.V. geführt, mit der Variation, dass im ovalen Schild unterhalb des Wappenschildes die Jahreszahl 1924, das Gründungsjahr der Kirmesgesellschaft, genannt wird.

## Kultur und Freizeit

### Sehenswürdigkeiten

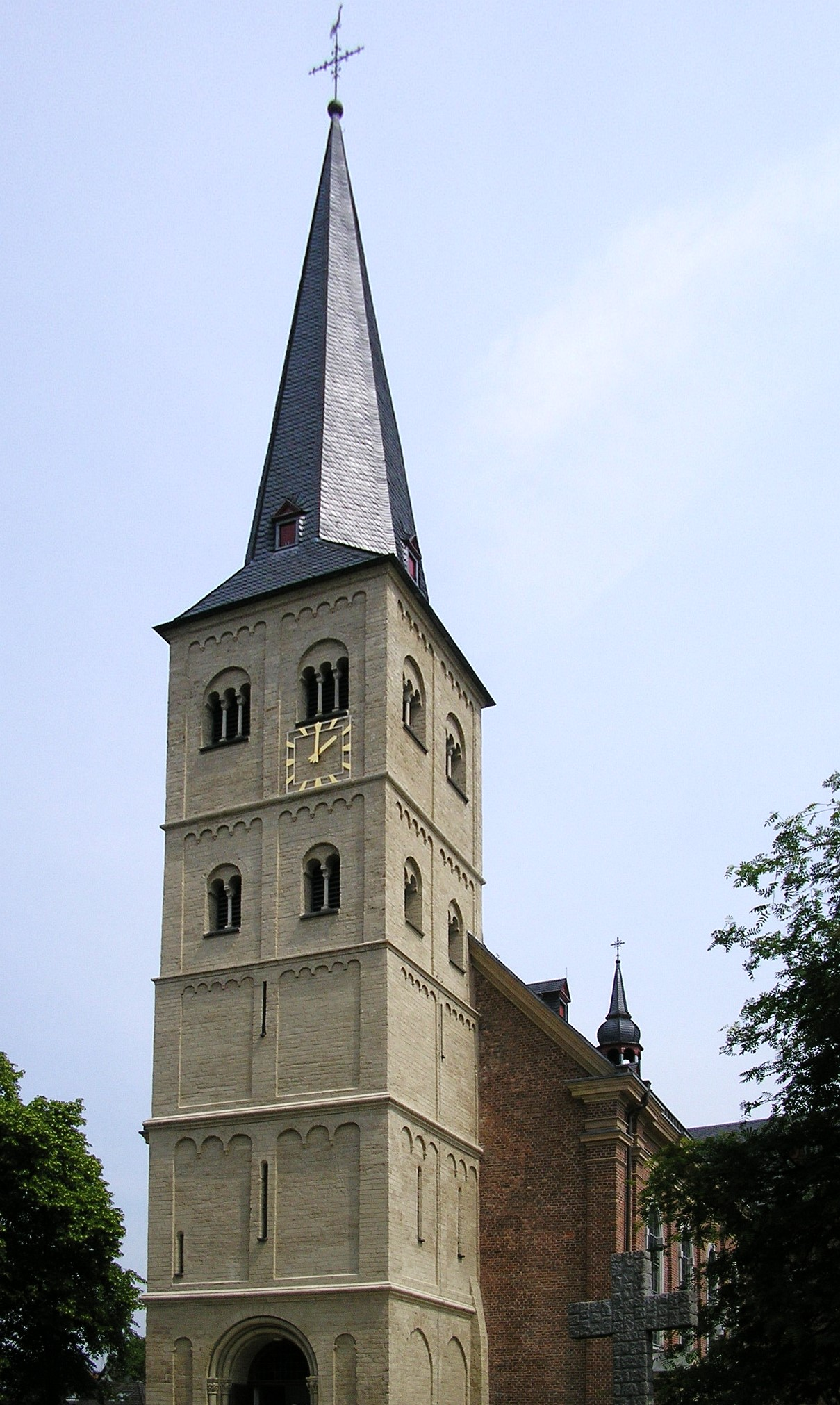
St. Stephanus zu Elsen

#### Pfarrkirche St. Stephanus
Die dem heiligen Stephanus geweihte Kirche geht vermutlich bis auf das 12. Jahrhundert zurück. Der Kirchturm wird auf das Jahr 1180 datiert. Im Dreißigjährigen Krieg wurde die Kirche am 2. Juni 1642 zerstört; nur der Kirchturm blieb erhalten. Erst 1715 konnte der Neubau des Kirchenschiffes abgeschlossen werden. 1885 wurde die baufällig gewordene Zwiebelhaube des Kirchturmes durch eine neue Turmspitze ersetzt.
1896 erfolgte ein Umbau der Kirche. Der Saalbau des Langhauses wurde verlängert und um ein Querschiff erweitert, so dass ein kreuzförmiges Kirchengebäude entstand. Der bis dahin vierstöckige Kirchturm wurde um ein Stockwerk erhöht.
Am 22. November 1929 brannte die Kirche erneut nieder; wieder blieb nur der Kirchturm mit den Glocken verschont. Bis zum 13. Juli 1930 war das Kirchenschiff wiederhergestellt.

### Freizeit
Das zu Elsen gehörende „Grönlandgelände“ hat viele moderne Spielplätze.
Das ehemalige Rheinbraungebiet, das Elsbachtal, ist durch Rekultivierung auch zu einem beliebten Naherholungsgebiet geworden. Dem schließt sich direkt das ADAC-Sicherheitszentrum an, es gilt als das modernste Europas.

## Die Kirmesgesellschaft Elsen-Fürth und Fürtherberg
Am 1. Dezember 1923 wurde die Vereinsvereinigung Elsen-Fürth gegründet. Sie bestand aus sieben Vereinen (Freiwillige Feuerwehr Elsen, Bauernverein Elsen-Fürth, Turn und Sportklub Elsen-Fürth, Theatergesellschaft „Unter Uns“, Kegelclub, Sportclub Elsen und das Tambourkorps Elsen-Fürth). Zu dieser Zeit wurde beschlossen, dass das Volksfest, die Kirmes für alle Vereine und für alle Dorfmitglieder jeweils am 1. Sonntag im Oktober stattfinden soll. Wirksam wurde die Vereinsgründung erst ab dem 21. Januar 1924. 2010 zählt die Kirmesgesellschaft Elsen-Fürth und Fürtherberg 33 aktive Vereine mit insgesamt um die 500 Mitgliedern.
Die Kirmes beginnt jeweils samstags mit einem Fackelzug durch Elsen-Fürth und Fürtherberg und einem Abend mit einem Festball im Kirmeszelt auf dem Kirmesplatz in Elsen. Am Sonntag finden morgens der Kirchgang, die Gefallenenehrung am Ehrenmal auf dem Elsener Friedhof und die Jubilarehrungen im Festzelt statt. Abends treten im Festzelt Berühmtheiten aus Funk und Fernsehen auf, die von dem amtierenden Klompenkönig als Überraschung für die Mitglieder bestellt werden.
Am Montag findet der traditionelle Klompenumzug statt. An diesem Umzug nehmen alle Mitglieder teil, die diesen Umzug mit Klompen bestreiten. Der Umzug wird von einem Erntedankfestwagen angeführt. Anschließend findet die Parade in der Herrschaft statt und später der Klompenball im Festzelt. Gegen 15 Uhr wird der neue König vorgestellt.
Am Dienstag und letzten Kirmestag findet morgens das traditionelle Erbsensuppenessen statt, an dem auch Nichtmitglieder und die angrenzenden Schulen zum Essen ins Zelt eingeladen werden. Abends wird auf dem Krönungsball der neue Klompenkönig gekrönt.

## Wirtschaft und Infrastruktur

### Grönlandgelände
Während des Zweiten Weltkrieges wurde im Grevenbroicher Stadtteil Elsen in dem an der Rheydter Straße gelegenen Gebiet von der Rheinischen Pappenfabrik AG aus Monheim am Rhein Pappe und Kartonage hergestellt. Bei einem Bombenangriff im Jahre 1941 wurde die Fabrik zerstört und nicht wieder aufgebaut. Das Gelände erwarb im Jahr 1942 die "IGA" – Industriegas GmbH&Co.KG aus Düsseldorf und siedelte nach der Ausbombung in Düsseldorf nach Grevenbroich über. Nach dem Zweiten Weltkrieg stellte hier nun die Grönland GmbH Tiefkühlkost und Konserven her. Geschäftsführer von 1967 bis 1971 war Heinz G. Verjans (* 1931, ab 1971 Geschäftsführer der Scana Rheinfrucht GmbH). Als die Produktion eingestellt worden war und das Unternehmen aufgelöst wurde, erwarb die Stadt Grevenbroich dieses nun „Grönlandgelände“ bezeichnete Gebiet.
Das Grönlandgelände ist ein seit den 1980er-Jahren entwickeltes Wohngebiet, welches neben zahlreichen Einfamilienhäusern im Wesentlichen aus einem Bolzplatz und einem Spielplatz besteht, die durch den Elsbach getrennt werden. Seinen Namen verdankt das Grönlandgelände nicht etwa dem zu Dänemark gehörenden Grönland, sondern der Konservenfabrik mit dem Namen Grönland, die sich hier einst befand.

### Zuckerfabrik
1867 wurde – aufgrund der günstigen Verkehrsanbindung – die Zuckerfabrik Elsen von den Vettern Arthur und Julius vom Rath gegründet. Damit die Zuckerfabrik auch über genügend Kapazität verfügte, wurden in den folgenden Jahren Pachtverträge mit verschiedenen Gutsbesitzern aus der Umgebung abgeschlossen. 1893 wurde die Zuckerfabrik an die Firma Wilh. Werhahn KG in Neuss verkauft. Nur sieben Jahre später kaufte das Deutsche Zuckersyndikat mit Beteiligung des A. Schaffhausen’schen Bankvereins die Elsener Zuckerfabrik. Gleichzeitig wurden auch Gottlieb Langen und Valentin Pfeifer von der Firma Pfeifer & Langen an dem Unternehmen beteiligt, das nun unter dem Namen "Zuckerfabrik Elsen AG" tätig war. 1905 erwarb Pfeifer & Langen Aktien der Elsener Zuckerfabrik im Wert von 70.000 Mark. 1910 kaufte die Firma auch die restlichen Aktien auf und löste die Aktiengesellschaft am 4. Juni 1910 auf. 1926 waren 50 Personen im Werk Elsen der Firma Pfeifer & Langen beschäftigt. 1931 entschloss sich das Unternehmen, das Werk in Elsen zu schließen, da die Firma inzwischen in Grevenbroich-Stadt Wevelinghoven eine Zuckerfabrik erworben hatte.